# Ludovico Bidoglio
Ludovico Bidoglio, född 5 februari 1900 i Buenos Aires, död 25 december 1970, var en argentinsk fotbollsspelare.
Bidoglio blev olympisk silvermedaljör i fotboll vid sommarspelen 1928 i Amsterdam.